# 安东尼奥·达·科斯塔·费尔南德斯
安東尼奧·達·科斯塔·費爾南德斯（António da Costa Fernandes、Tony da Costa Fernandes；1935年10月18日—）是安哥拉政治家。
他與若納斯·馬列羅·薩文比一起聯合創立安盟。他曾擔任安盟在英國的代表。
科斯塔費爾南德斯在瑞士師從安盟未來領導人薩文比。1963年11月，他們前往葡萄牙，計劃在安哥拉起義反對葡萄牙殖民者。
後來，安盟與中華人民共和國結盟時，科斯塔費爾南德斯在贊比亞招募了第一批難民赴華接受軍事訓練。